# Plaza de la Catedral (San Juan)

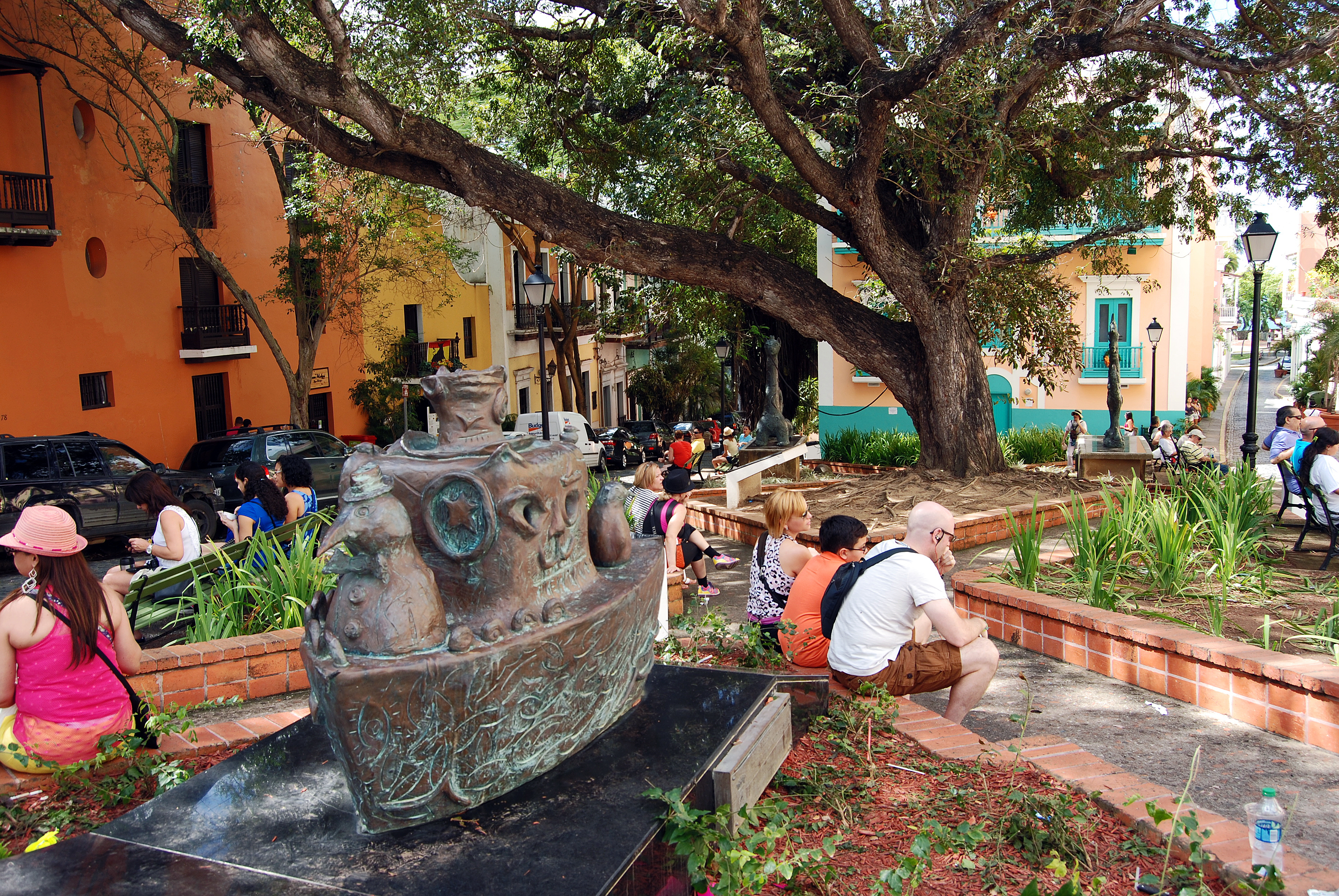
Plaza de la Catedral de San Juan

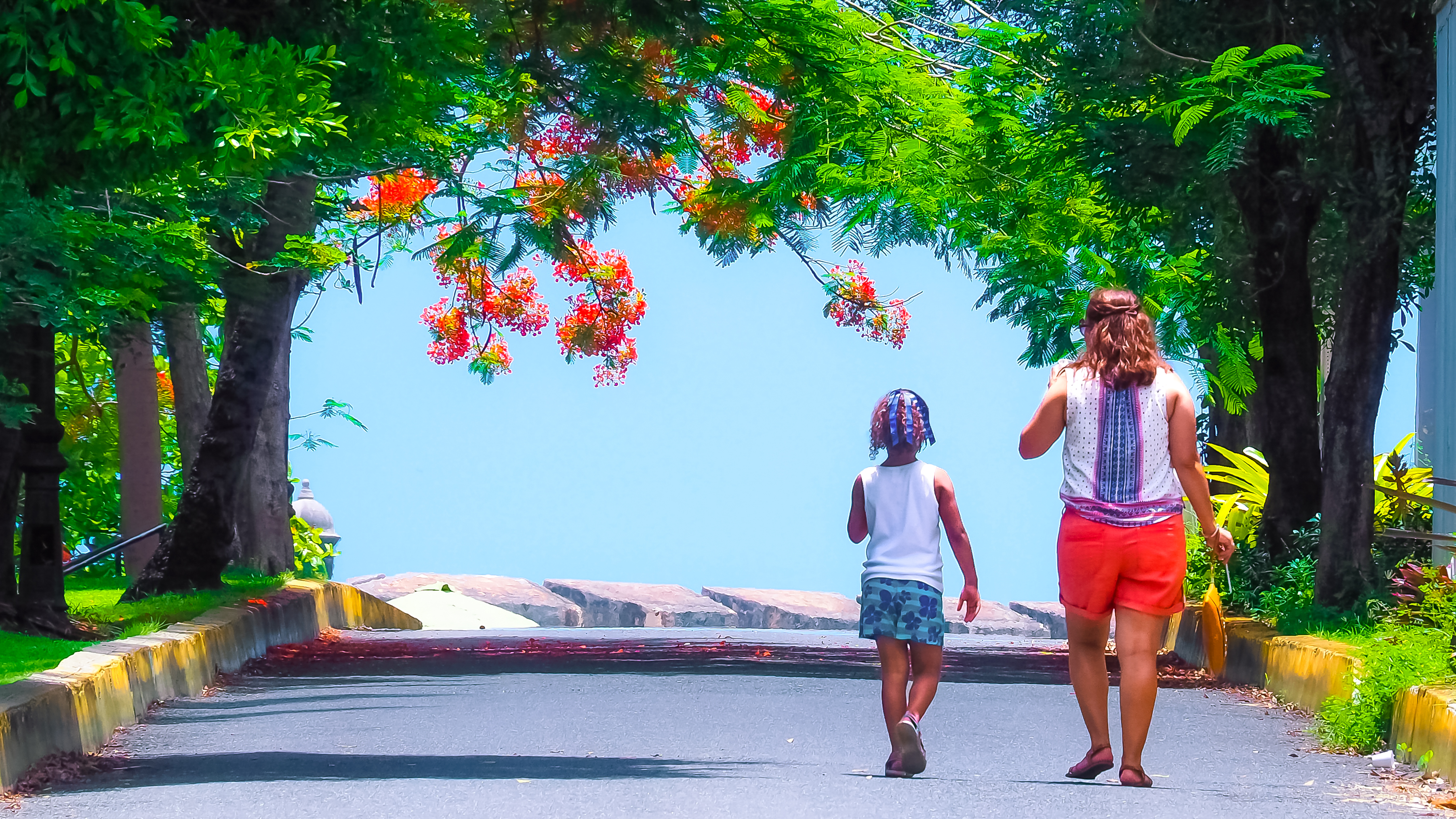
Mujer y niño caminando en la caleta de las Monjas

La plaza de la Catedral, conocido también como plaza o plazuela Las Monjas, es una pequeña plaza situada entre la Caleta de las Monjas y Caleta de San Juan frente a la Catedral de San Juan Bautista
y al antiguo Convento de las Carmelitas Calzadas, hoy en día el Hotel El Convento hacia el norte, en el Distrito Histórico del Viejo San Juan, Puerto Rico.
De 1904 a 1929 en este lugar estuvo la Catedral Episcopal San Juan Bautista (donde ubicaba el Museo del Niño de Puerto Rico). Luego esta fue movida a su actual ubicación en la parada 20 en Santurce. 
Este espacio público que data del 1521 posiblemente sea el más antiguo de la ciudad. Es muy posible que esta plaza no evolucionará como se esperaba debido a la escarpada topografía del sector y la posterior ubicación de la Plaza Mayor.